# Bellefontaine (Val-d'Oise)
Bellefontaine és un municipi francès, situat al departament de Val-d'Oise i a la regió d'Illa de França. L'any 2007 tenia 464 habitants.
Forma part del cantó de Fosses, del districte de Sarcelles i de la Comunitat de comunes Carnelle Pays-de-France.

## Demografia

### Població
El 2007 la població de fet de Bellefontaine era de 464 persones. Hi havia 155 famílies, de les quals 38 eren unipersonals (19 homes vivint sols i 19 dones vivint soles), 43 parelles sense fills, 66 parelles amb fills i 8 famílies monoparentals amb fills.
La població ha evolucionat segons el següent gràfic:
Habitants censats

### Habitatges
El 2007 hi havia 163 habitatges, 157 eren l'habitatge principal de la família, 1 era una segona residència i 5 estaven desocupats. 145 eren cases i 18 eren apartaments. Dels 157 habitatges principals, 126 estaven ocupats pels seus propietaris, 22 estaven llogats i ocupats pels llogaters i 9 estaven cedits a títol gratuït; 4 tenien una cambra, 11 en tenien dues, 28 en tenien tres, 29 en tenien quatre i 85 en tenien cinc o més. 126 habitatges disposaven pel capbaix d'una plaça de pàrquing. A 56 habitatges hi havia un automòbil i a 90 n'hi havia dos o més.

### Piràmide de població
La piràmide de població per edats i sexe el 2009 era:
| Homes | Edats   | Dones |
| ----- | ------- | ----- |
| 0     | 95 o +  | 16    |
| 8     | 90 a 94 | 24    |
| 8     | 85 a 89 | 8     |
| 0     | 80 a 84 | 8     |
| 4     | 75 a 79 | 12    |
| 0     | 70 a 74 | 4     |
| 8     | 65 a 69 | 8     |
| 8     | 60 a 64 | 4     |
| 4     | 55 a 59 | 4     |
| 12    | 50 a 54 | 24    |
| 20    | 45 a 49 | 16    |
| 16    | 40 a 44 | 16    |
| 28    | 35 a 39 | 28    |
| 16    | 30 a 34 | 20    |
| 12    | 25 a 29 | 12    |
| 20    | 20 a 24 | 16    |
| 28    | 15 a 19 | 4     |
| 12    | 10 a 14 | 20    |
| 12    | 5 a 9   | 12    |
| 20    | 0 a 4   | 8     |

## Economia
El 2007 la població en edat de treballar era de 286 persones, 220 eren actives i 66 eren inactives. De les 220 persones actives 203 estaven ocupades (115 homes i 88 dones) i 17 estaven aturades (9 homes i 8 dones). De les 66 persones inactives 20 estaven jubilades, 27 estaven estudiant i 19 estaven classificades com a «altres inactius».

### Ingressos
El 2009 a Bellefontaine hi havia 162 unitats fiscals que integraven 420,5 persones, la mediana anual d'ingressos fiscals per persona era de 24.188 €.

### Activitats econòmiques
Dels 18 establiments que hi havia el 2007, 1 era d'una empresa extractiva, 1 d'una empresa de fabricació d'altres productes industrials, 3 d'empreses de construcció, 3 d'empreses de comerç i reparació d'automòbils, 1 d'una empresa de transport, 1 d'una empresa financera, 2 d'empreses immobiliàries, 3 d'empreses de serveis, 2 d'entitats de l'administració pública i 1 d'una empresa classificada com a «altres activitats de serveis».
Dels 3 establiments de servei als particulars que hi havia el 2009, 1 era una lampisteria, 1 empresa de construcció i 1 agència immobiliària.
L'any 2000 a Bellefontaine hi havia 4 explotacions agrícoles.

## Poblacions properes
El següent diagrama mostra les poblacions més properes.